# クレイグ・ジョンストン
クレイグ・ピーター・ジョンストン（Craig Peter Johnston、1960年6月25日 - ）は、南アフリカ・ヨハネスブルグ出身の元サッカー選手。現役時代のポジションはMF。
ヨハネスブルグ出身、オーストラリアで育つが、15歳の時にトライアルを受けるためイングランドに渡り、ミドルズブラに入団した。1981年にリヴァプールに加入、1983－84シーズンの3冠獲得時や(UEFAチャンピオンズカップ、リーグ優勝、リーグカップ）、1985－86シーズンのリーグとFAカップ制覇時には主力として重要な役割を果たした。リヴァプールでは通算271試合40ゴールの成績を残した。
1985－86シーズンのFAカップ決勝、エヴァートンでゴールを決めるなど主力としてプレーしていたが、怪我の影響で出場機会を減らし、1987-88シーズンのFAカップ決勝、ウィンブルドン戦でプレーしたのを最後に引退、オーストラリアに帰国した。
イングランド代表としてはU-21代表で2試合プレー、また1987年11月にはA代表に招集されたが、出場はしていない。

## タイトル

### クラブ
リヴァプールFC
- UEFAチャンピオンズカップ 1983-84
- ファーストディヴィジョン  : 1981=82，1982=83，1985-86, 1987-88,
- FAカップ  : 1985-86
- フットボールリーグカップ 1982-83, 1983-84
- FAチャリティ・シールド : 1986